# 오리아과
오리아과(Anatinae)는 수면성오리류를 포함하는 오리과의 아과이다.

## 하위 속
- 브라질오리속 (Amazonetta) – 분류가 명확하지 않다.
- 원앙속 (Aix) - 분류가 명확하지 않다.
- 오리속 (Anas) – 다계통군으로 추정.
- 가창오리속 (Sibirionetta)
- 발구지속 (Spatula)
- 홍머리오리속 (Mareca)
- Lophonetta – 이전에는 오리속(Anas)에 포함
- Speculanas – 이전에는 오리속(Anas)에 포함
- 목걸이오리속 (Callonetta)